# Frost-Tau-Wechsel
Der Frost-Tau-Wechsel bezeichnet den klimatischen Wechsel von Temperaturen um den Gefrierpunkt von Wasser. In der Geografie ist der Frost-Tau-Wechsel für die Erosionsform der Frostsprengung verantwortlich, in der Werkstoffkunde stellt er einen Schädigungsmechanismus bei mineralisch gebundenen Baustoffen dar. Diese Werkstoffe besitzen eine poröse, kapillare Struktur und sind nicht wasserdicht. Wird eine solche mit Wasser getränkte Struktur Temperaturen unter 0 °C ausgesetzt, so gefriert das Wasser in den Poren. Durch die Dichteanomalie des Wassers dehnt sich das Eis nun aus. Dadurch kommt es zu einer Schädigung des Baustoffs. In den sehr feinen Poren kommt es aufgrund von Oberflächeneffekten zu einer Erniedrigung des Gefrierpunktes. In Mikroporen gefriert Wasser erst unter −17 °C. Da sich durch Frost-Tau-Wechsel auch der Werkstoff selbst ausdehnt und zusammenzieht, kommt es zusätzlich zu einem kapillaren Pumpeffekt, der die Wasseraufnahme, und damit indirekt die Schädigung weiter steigert. Für die Schädigung ist somit die Anzahl der Frost-Tau-Wechsel entscheidend.

## Frost-Tau-Wechselversuch
Ein künstlich herbeigeführter Frost-Tau-Wechsel wird als Prüfverfahren für Natursteine oder Baustoffe eingesetzt und soll darüber Auskunft geben, welche Frostbeständigkeit ein Stoff besitzt.
Ein in Deutschland zur Anwendung kommendes Prüfverfahren ist u. a. der CDF-Test.
Die bei Atmosphärendruck wassergetränkten Proben werden mindestens zehn Frost-Tau-Wechseln ausgesetzt, wobei sie an der Luft oder in Wasser auf eine Temperatur von etwa −20 °C abgekühlt und anschließend in einem Wasserbad (+20 °C) aufgetaut werden. Nach Beendigung der festgelegten Anzahl von Frost-Tau-Wechseln werden die Veränderungen der Proben wie beispielsweise Rissbildung, Gewichtsverlust, Absplitterungen und gegebenenfalls Festigkeitsveränderungen festgestellt.

## Normen und Standards
- Technische Prüfvorschriften für Mineralstoffe im Straßenbau (TP Min-StB)
- Zusätzliche Technische Vertragsbedingungen und Richtlinien für die Bauliche Erhaltung von Verkehrsflächen – Betonbauweisen (ZTV BEB-StB)